# Matthew Pratt
Pour les articles homonymes, voir Pratt.
Matthew Pratt, né le 23 septembre 1734 à Philadelphie, alors dans la Province de Pennsylvanie, et mort le 9 janvier 1805 dans la même ville, est un peintre américain.

## Biographie
Matthew Pratt part en 1764 en Angleterre et étudie à Londres, dans l'école dirigée par Benjamin West, son compatriote de Philadelphie. Quatre ans plus tard il retourne en Amérique. Il est peintre de portraits et il enseigne. 

## Œuvres

### Musées détenant ses œuvres
- Metropolitan Museum of Art, New York
- Pennsylvania Academy of the Fine Arts, Philadelphie
- Musée d'art de l'université de Princeton
- National Portrait Gallery, Washington
- National Gallery of Art, Washington

### Galerie

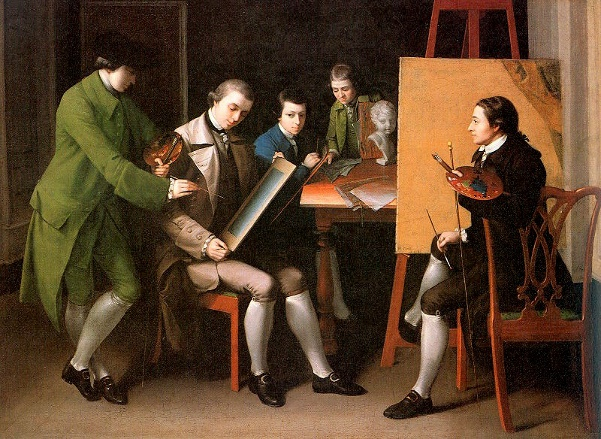
L'American School (1765)
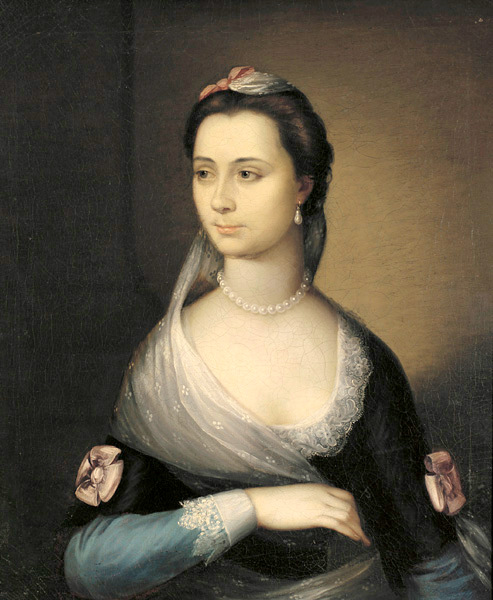
Mrs Benjamin West (Elizabeth Shewell) (1765)
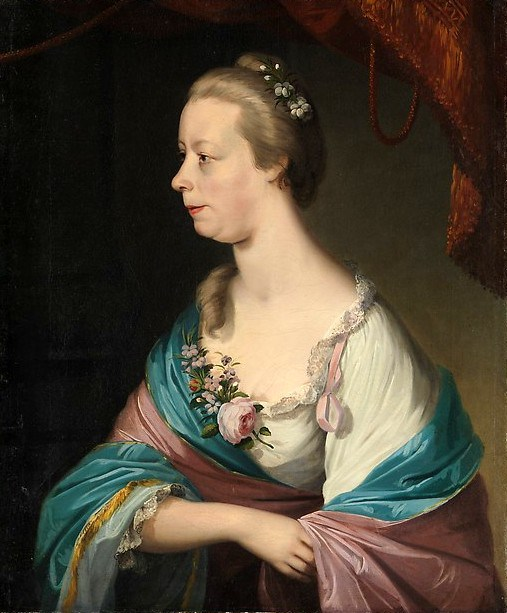
Christiana Stille Keen (1769)
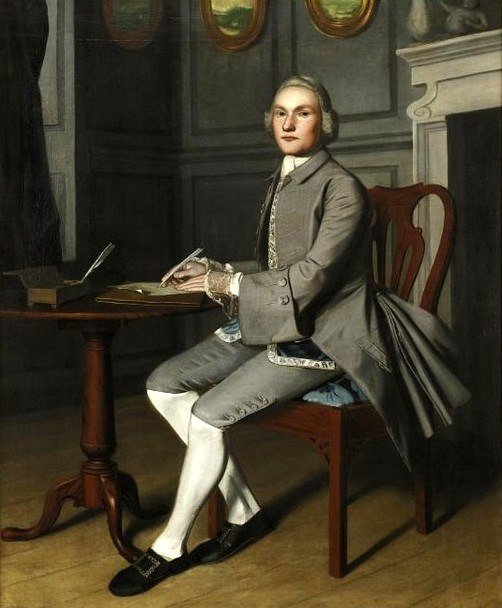
James Claypoole à 24 ans (1770)
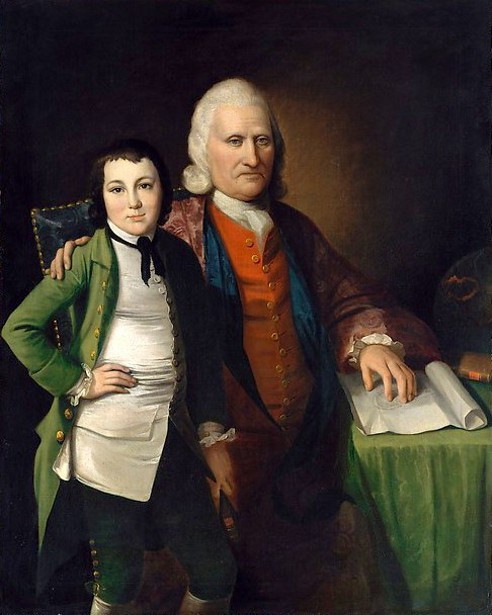
Cadwallader Colden et son fils aîné Warren De Lancey (1772)
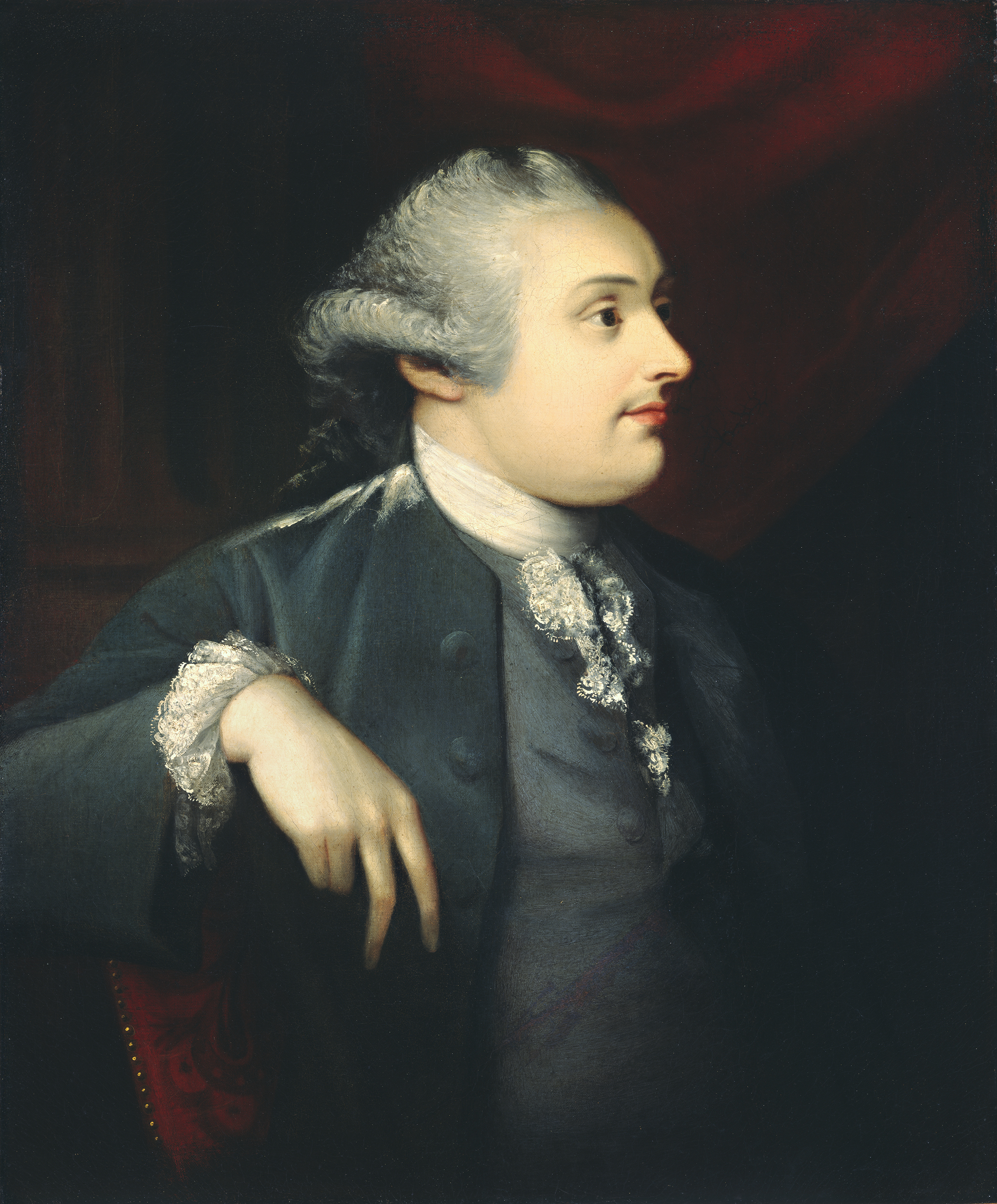
William Cavendish-Bentinck (3e duc de Portland) (v. 1774)
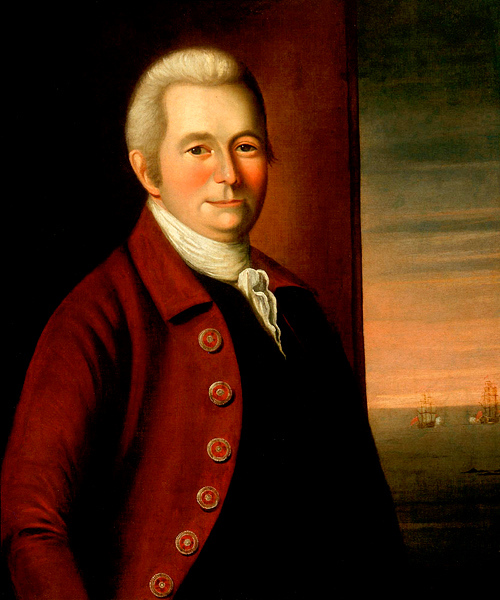
Capitaine John Barry (1776)
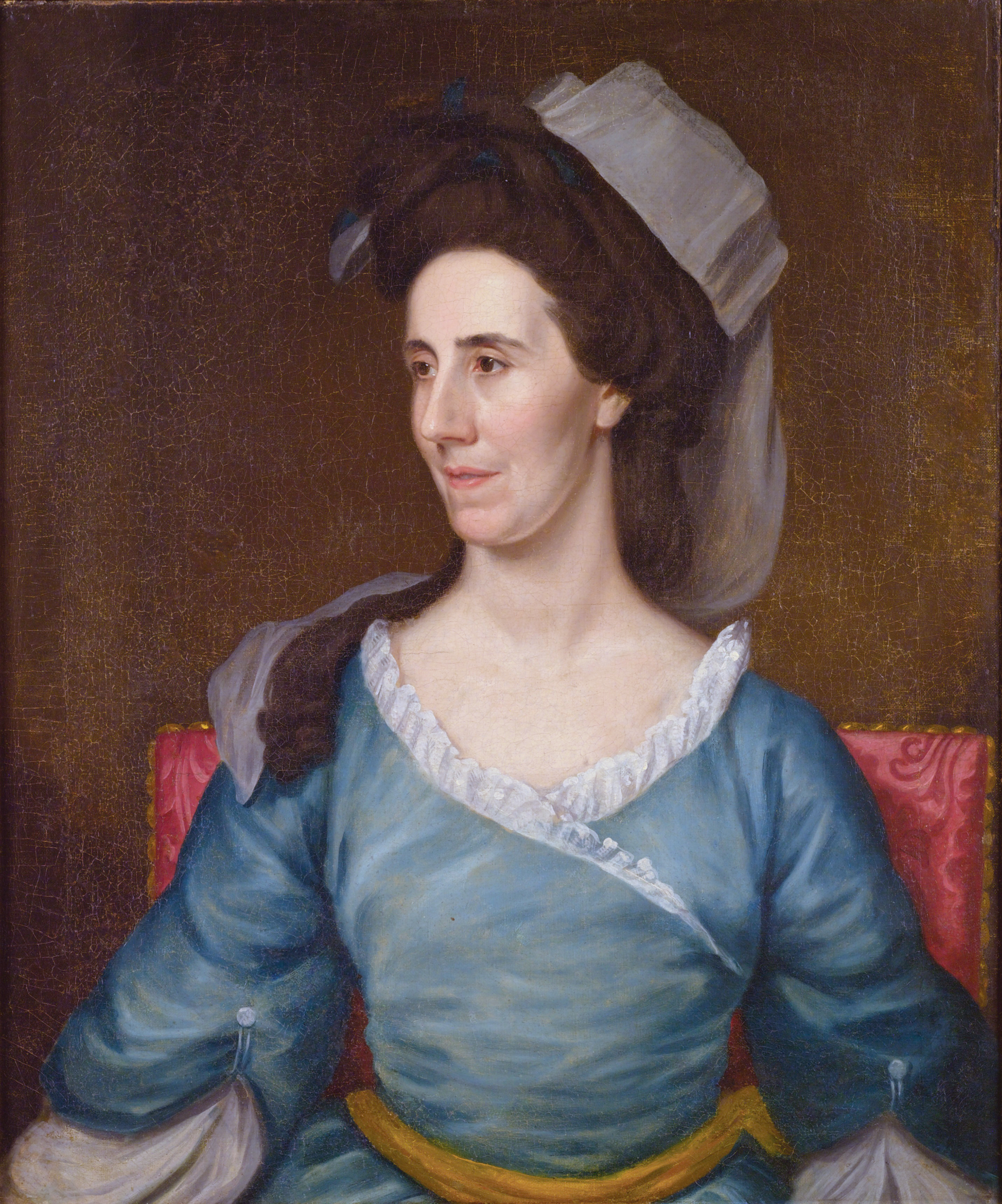
Mrs. Elias Boudinot (1785)
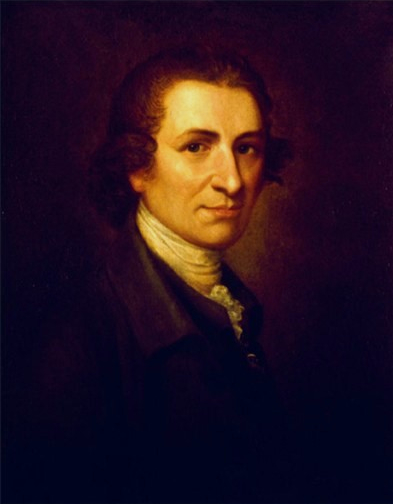
Thomas Paine (1785-95)